# Belgi (popolo antico)

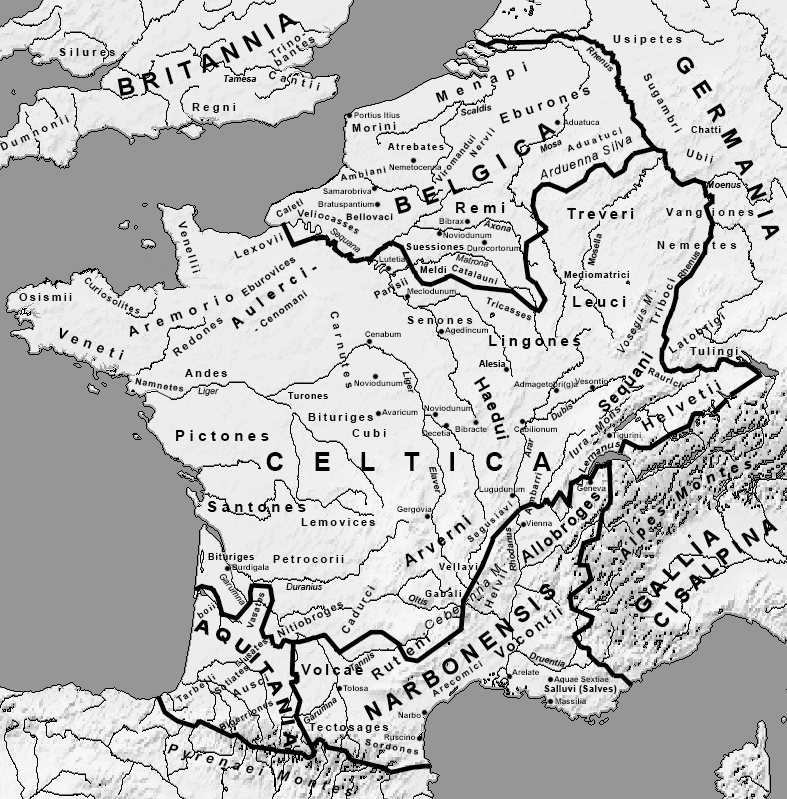
La Gallia.

I Belgi (in latino, Belgae) erano un gruppo di nazioni o di tribù (un misto di popoli celtici e germanici) che vivevano nella Gallia del nord, sulla riva occidentale del Reno, nel I secolo a.C., e poi attestate dalle fonti anche in Britannia. Diedero il loro nome alla provincia romana della Gallia Belgica, e poi all'odierno Belgio, dove sono colloquialmente conosciuti col nome di antichi Belgi.

## Menzioni nelDe bello Gallico
Gaio Giulio Cesare nel suo De bello Gallico dice:
(Bell. Gall., I, 1.)

### Le tribù dei Belgi
Cesare menziona le seguenti tribù belgiche:
- Ambiani  (forse Galli)
- Atrebati  (Galli)
- Atuatuci (che discenderebbero dalle tribù germaniche dei Cimbri e dei Teutoni)
- Bellovaci    (Galli)
- Ceresi  (Germani)
- Caleti   (Galli ?)
- Condrusi (Germani)
- Eburoni (Germani)
- Menapi  (Galli)
- Morini   (Galli)
- Nervi   (Germani)
- Pemani  (Germani)
- Remi     (Galli)
- Suessioni (Galli)
- Veliocassi (Galli)
- Viromandui (Galli)

I Tungri potrebbero invece essere solo un altro nome per gli Eburoni. Altre tribù belgiche sarebbero Leuci, Treveri e Mediomatrici.

## Cesare sottomette i Belgi
Cesare sottomise i Belgi nel 57 a.C. Il generale romano narra che mentre si trovava nella Gallia Cisalpina venne a sapere che i Belgi congiuravano contro Roma e si scambiavano ostaggi perché temevano che, sottomessa tutta la Gallia, l'esercito romano fosse condotto nel loro paese e poi perché venivano sollecitati da alcuni Galli che mal sopportavano che le truppe romane si abituassero a svernare nelle loro terre. Giunto nella Belgica con nuove truppe, Cesare venne a sapere che tutte le tribù di quella regione (tranne i Remi), a cui si erano uniti gruppi di Germani giunti dall'altra sponda del Reno, erano scese in guerra sotto la guida di re Galba dei Suessioni. Cesare si accampò lungo il fiume Aisne (affluente dell'Oise), ponendo poi un presidio a difesa del ponte che passava sul fiume, lasciando dall'altra parte del fiume il luogotenente Quinto Titurio Sabino con sei coorti e facendo fortificare il campo. I Belgi assaltarono Bibracte, città dei Remi, a cui Cesare inviò truppe in aiuto. Fallito il tentativo di conquistare l'oppidum, i Belgi marciarono verso Cesare e posero il loro campo a due miglia da quello romano. Dopo alcune scaramucce Cesare decise di affrontare apertamente l'esercito dei Belgi.
(Cesare Bell. Gall., II 9-10)
I Belgi presero quindi la strada per le loro terre ma Cesare li inseguì, decimandoli. Assedia poi Noviodunum (nella zona delle odierne Pommiers e Soissons), capitale dei Suessioni, di cui ottiene la resa. Passa poi nel paese dei Bellovaci, che si arrendono. Ottiene poi anche la resa degli Ambiani.
A questo punto, il proconsole romano rivolse la sua attenzione ai bellicosi popoli del nord, che vivevano al di là del fiume Sabi. I Nervi (aiutati da Atrebati e Viromandui) attaccarono di sorpresa l'esercito in marcia, ma furono respinti e quindi si rivolsero verso l'accampamento romano che era ancora in fase di costruzione. I Romani riuscirono però a sconfiggerli e a massacrarli. Cesare marciò allora contro gli Atuatuci, che si erano riuniti tutti o a Namur, o sull'altura di Falhize-sur-Meuse, davanti a Huy. Dopo un'iniziale resistenza gli Atuatuci chiesero a Cesare di accettare la loro resa e il proconsole si mostrò disposto a concedergliela. Di notte, però, secondo un piano precedentemente stabilito, gli Atuatuci attaccarono di sorpresa i Romani, ma furono sconfitti e respinti. La città fu presa senza colpo ferire il giorno dopo. Tutta la Belgica (oltre a Nervi e Atuatuci anche Viromandui, Atrebati ed Eburoni) era stata sottomessa.
Nel 53 a.C. gli Eburoni, guidati da Ambiorige, si ribellarono insieme ai Nervi, ai Menapi e ai Morini, massacrando 15 coorti e poi nel 52 a.C. si schierarono coi ribelli guidati da Vercingetorige.
Dopo la definitiva sottomissione della Gallia, Cesare unì Belgi, Celti e Aquitani nella provincia della Gallia Comata, che in seguito Augusto divise di nuovo in tre parti. Quest'area divenne quindi la Gallia Belgica, che nel IV secolo l'imperatore Diocleziano fu divisa in Belgica Prima (con capitale Augusta Trevirorum, Treviri) e Belgica Secunda (con capitale Reims), che formarono parte della diocesi di Gallia.

## I Belgi fuori dalla Gallia
I Belgi attraversarono la Manica al tempo di Cesare per compiere razzie, insediandosi solo in seguito in Britannia. Del resto Cesare dice che re Diviziaco dei Suessioni regnò non solo in Gallia ma anche in Britannia. E poi Commio degli Atrebati, ex alleato di Cesare, fuggì in Britannia dopo la fine della rivolta guidata da Vercingetorige con parte della sua tribù. Sulla base delle monete sembra che la maggior parte delle tribù dell'Inghilterra sud-orientale al tempo dell'invasione romana fossero belgiche, o che per lo meno le aristocrazie dominanti lo fossero. Magnus Portus (Portsmouth) e Venta Belgarum (Winchester) sarebbero state città belgiche. È possibile che un gruppo di Belgi sia giunto anche in Irlanda: si tratterebbe degli storici Builg e dei mitici Fir Bolg.